# Triclistus muqui
Triclistus muqui – gatunek błonkówki z rodziny gąsienicznikowatych i podrodziny Metopiinae.
Gatunek ten został opisany w 2013 roku przez Mabel Alverado i Alexandra Rodrigueza-Berrio na podstawie pojedynczej samicy, odłowionej w 2007 roku. Epitet gatunkowy pochodzi od muquiego, mityczynego elfa, zamieszkującego kopalnie w środkowych Andach.
Błonkówki te mają głowę czarną z rudobrązowymi nasadami żuwaczek oraz żółtawobrązowymi narządami gębowymi i czułkami, przy czym te ostatnie ku szczytom są pociemniałe. Biczyk czułka składa się z 20 członów, z których drugi jest 1,8 raza dłuższy niż szeroki. W widoku grzbietowym głowę charakteryzują lekko opadające policzki. Powierzchnia policzków jest w większości punktowana. Nasadowa część twarzy jest wklęśnięta. Nadustek ma wypukłą krawędź. Warga górna jest niewidoczna przy zamkniętych żuwaczkach. Długość powierzchni malarnej wynosi 0,6 szerokości nasady żuwaczki. Mezosoma jest czarna z rudobrązowymi tegulami, w większości gładka, błyszcząca i rzadko punktowana. Tarcza śródplecza jest nieco wklęśnięta. Metapleury porastają izolowane szczecinki. Pozatułów jest dość długi, w widoku bocznym lekko opadający z przodu i zaokrąglony ku dołowi z tyłu. Listewki: poprzeczna i podłużne środkowo-boczne pozatułowia są w pełni wykształcone. Tylna listewk poprzeczna jest zakrzywiona na połączeniach z podłużnymi środkowo-bocznymi. Skrzydła są nieco przydymione, z brązowymi pterostygmami. Te przedniej pary mają od 3,8 mm długości i wyposażone są w żyłkę 3rs-m (żyłkę poprzeczną łączącą sektor radialny i żyłkę medialną). Przednie odnóża są rudobrązowe, a środkowe i tylne czarniawobrązowe. Metasoma jest ciemnobrązowa. Pierwszy jej tergit ma listewki środkowo-boczne do 0,4 jego długości, a długość drugiego jej tergitu wynosi 0,8 jego szerokości.
Owad neotropikalny, endemiczny dla Peru, znany tylko z lokalizacji typowej: San Pedro w Valle de Qosñipata, w regionie Cuzco, na wysokości 1520 m n.p.m.